# Oberkommando der Luftwaffe

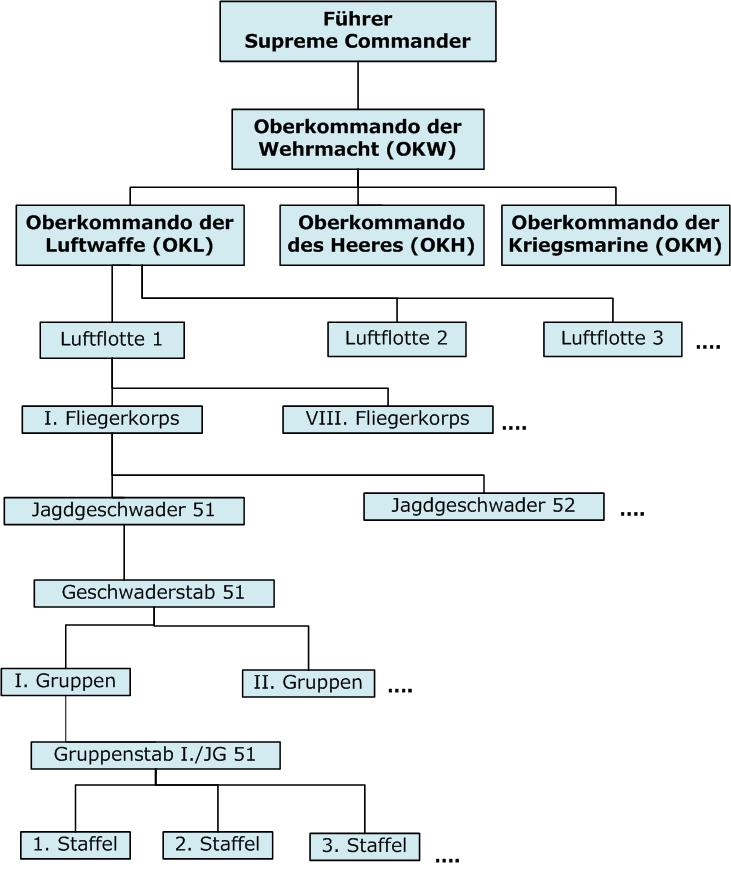
Organisation Oberbefehlshaber Luftwaffe und unterstellte Strukturen.

Das Oberkommando der Luftwaffe (OKL) war die Oberste Kommandobehörde der deutschen Luftwaffe im Zweiten Weltkrieg. Es wurde in Analogie zum Oberkommando des Heeres (OKH) im Februar 1935 eingeführt und mit der bedingungslosen deutschen Kapitulation 1945 aufgelöst. Zuvor unterstand die am 26. Februar 1935 von Adolf Hitler als eigene Teilstreitkraft errichtete Luftwaffe direkt dem 1933 gegründeten Reichsluftfahrtministerium (RLM). Das OKL hatte seinen Sitz in der heutigen Henning-von-Tresckow-Kaserne bei Potsdam.

## Oberbefehlshaber
Oberbefehlshaber der Luftwaffe (ObdL) waren
- Reichsmarschall (ab 1935) Hermann Göring (bis zu seiner Ausstoßung aus Wehrmacht und Partei durch Hitler am 23. April 1945). Göring war auch der erste Reichsluftfahrtminister.
- Generalfeldmarschall Robert Ritter von Greim (26. April 1945 bis zu seiner Gefangennahme am 8. Mai 1945 durch amerikanische Truppen).
- Generaloberst Hans-Jürgen Stumpff (mit der Gefangennahme von Robert Ritter von Greim wurde Stumpff zur Unterzeichnung der bedingungslosen Kapitulation der Wehrmacht am 9. Mai 1945 in Berlin-Karlshorst durch den (letzten) Reichspräsidenten Karl Dönitz als Vertreter des Oberbefehlshabers der Luftwaffe bevollmächtigt).

## Flaggen

### 1933 bis 1935
Die Kommandoflagge des Reichsluftfahrtministers wurde von 1933 bis 1935 geführt.
Vorderseite rot; mittig ein silberner Lorbeerkranz mit gleichfarbenen, nach unten je verkürzten vierfedrigen Schwingen, darin in Weiß ein schwarzer Adler mit nach rechts gewendetem roten Schnabel und goldenen Fängen; hängend daran naturfarben das Pour le Mérite; vom Kranz ausgehend geständert vier weiße sich verbreiternde Strahlen mit schwarzem Rand; im Eck je ein schwarzes Hakenkreuz. Rückseite mit gewechselten Plätzen von Hakenkreuz und Adlern. (Varianten)

### Ab 1935
Im Spätjahr 1935 wurde die Flagge geändert: Vorder- und Rückseite vertauscht, Hakenkreuze jetzt sämtlich golden, Kranz ohne Schwingen, nunmehr belegt mit ganzgoldenem Adler mit ausgebreiteten Schwingen, von rechts auf einem Hakenkreuz landend. Rand aus Hakenkreuzen. Ab 1938 wurden über dem rückseitigen Orden zwei einander dachförmig berührende Marschallsstäbe hinzugefügt.
Das operative Hauptquartier war in der Bunkeranlage Kurfürst in Potsdam angesiedelt.